# 12381 Хугоклаус
12381 Хугоклаус (12381 Hugoclaus) — астероїд головного поясу, відкритий 12 серпня 1994 року.
Тіссеранів параметр щодо Юпітера — 3,312.